# Scapulaire du Cœur Immaculé de Marie

Scapulaire du Cœur Immaculé de Marie.

Le scapulaire du Cœur Immaculé de Marie est un scapulaire catholique associé aux fils du Cœur Immaculé de Marie. Il ne doit pas être confondu avec le scapulaire vert qui a aussi pour image le cœur de Marie.

## Description
Le scapulaire est fait de deux parties de laine blanche réunies par des cordons de même couleur. D'un côté se trouve l'image du cœur immaculée de Marie d'où sort un lys, le tout étant entouré d'une guirlande de roses, l'autre côté montre le monogramme stylisé de Marie.

## Origine
Prenant modèle de la confrérie du cœur Immaculée de Marie de la basilique Notre-Dame-des-Victoires de Paris, Antoine-Marie Claret fonde le 1er août 1847 une confrérie du même nom dont les membres portent un scapulaire blanc avec le cœur de Marie. Les fils du Cœur Immaculé de Marie qu'il fonde en 1849 propagent la confrérie et le scapulaire.

## Approbation
Le scapulaire est reconnu et doté d'indulgences par le pape Pie IX en mai 1877. Le scapulaire est de nouveau approuvé par la congrégation des Rites en 1907 avec nouvelles indulgences.